# 蒙德维尔
蒙德维尔（法語：Mondeville，法語發音：[mɔ̃dvil] ⓘ）是法国卡尔瓦多斯省的一个市镇，属于卡昂区。

## 地理
蒙德维尔（49°10'26"N, 0°19'16"W）面积9.05 平方千米，位于法国诺曼底大区卡爾瓦多斯省，该省份为法国西北部沿海省份，北濒大西洋英吉利海峡，东北与滨海塞纳省以海上边界相接，东临厄尔省，南至奧恩省，西与芒什省接壤。
与蒙德维尔接壤的市镇（或旧市镇、城区）包括：卡昂、卡尼、科隆贝勒、科尔梅勒-勒鲁瓦亚勒、日贝维尔、格朗特维尔、埃鲁维尔圣克莱尔。

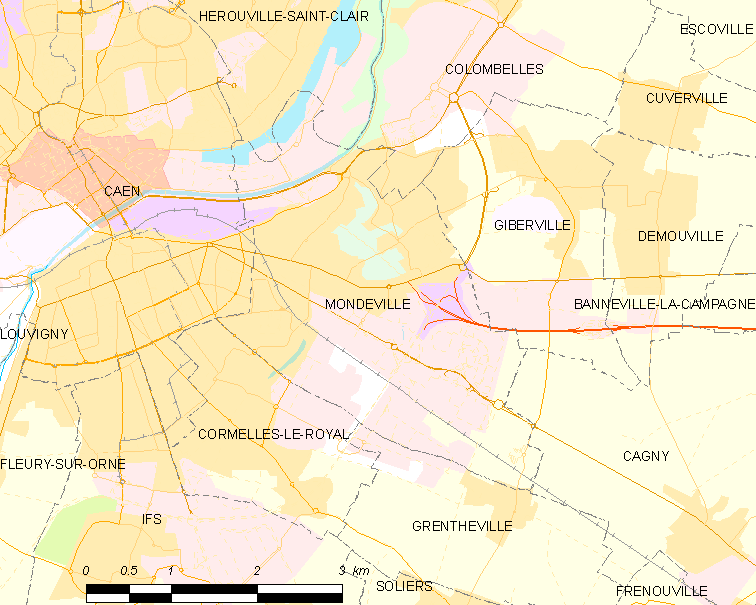
蒙德维尔的OSM定位图

蒙德维尔的时区为UTC+01:00、UTC+02:00（夏令时）。

## 行政
蒙德维尔的邮政编码为14120，INSEE市镇编码为14437。

## 政治
蒙德维尔所属的省级选区为伊夫县。

## 人口

1962-2008年间蒙德维尔人口变化图示

蒙德维尔于2022年1月1日时的人口数量为10286人。